# Čierny Váh (Ort)

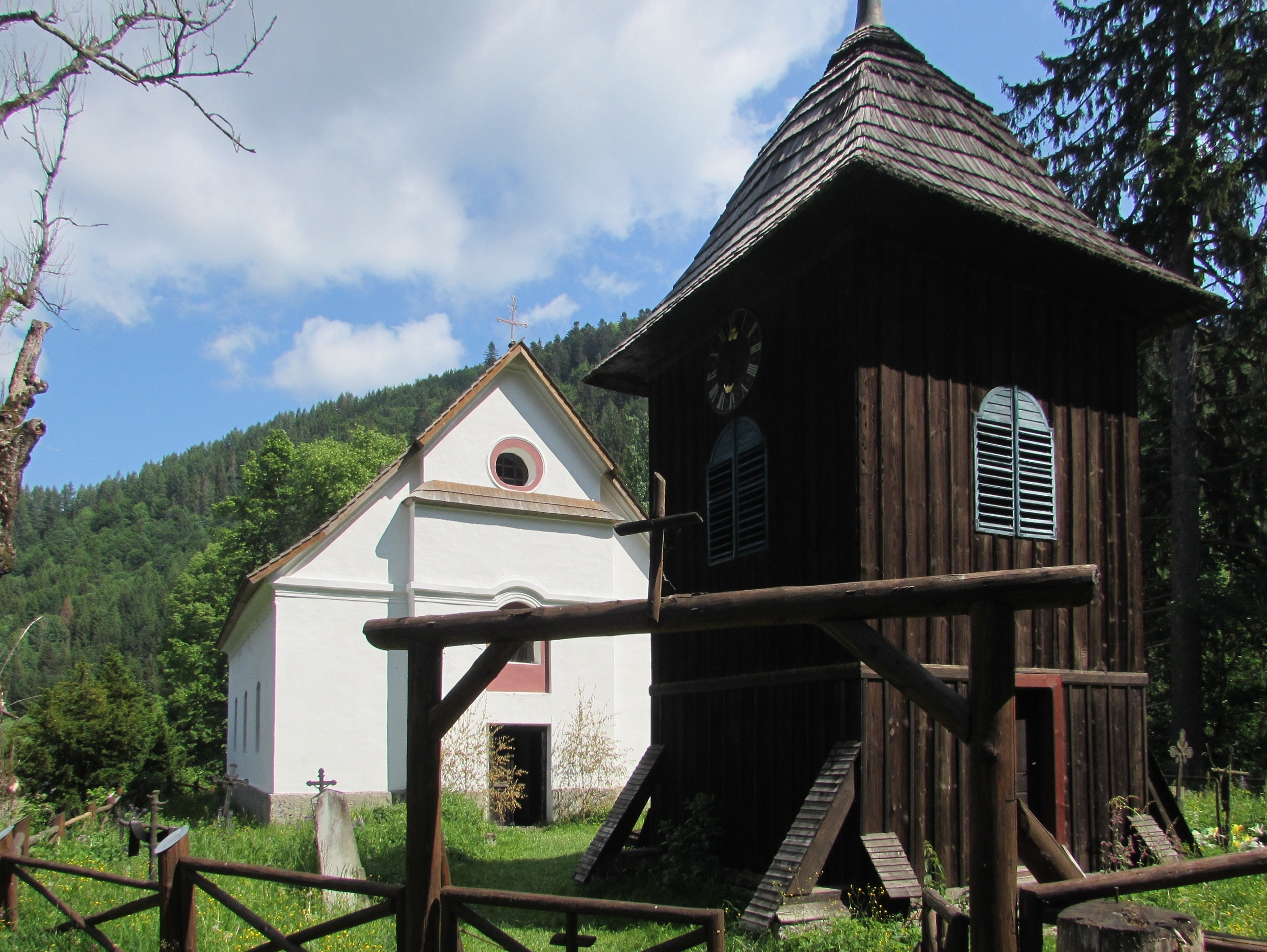
Die Kirche Najsvätejšej Trojice in Čierny Váh mit ihrem hölzernen Glockenturm

Čierny Váh ist ein Ort in der nördlichen Slowakei. Das Dorf gehört zur Gemeinde Východná.

## Lage
Čierny Váh liegt in einem Tal zwischen der Niederen Tatra im Süden und der Kozie chrbty im Norden, durch welches der gleichnamige Fluss Čierny Váh, die Schwarze Waag, fließt, nach dem der Ort benannt wurde. Von Nordosten kommend mündet der Bach Ipotica im Dorf in die Čierny Váh. Westlich des Dorfes liegen Stausee und Pumpspeicherwerk Čierny Váh.

## Geschichte
In der ersten Hälfte des 18. Jahrhunderts wurde die Waldarbeitersiedlung gegründet. Sie trug zunächst den Namen Hošková. 1897 wurde der Ort in Čierny Váh nach dem gleichnamigen Fluss umbenannt. Zum Dorf gehörten einschließlich isoliert liegender Höfe (Benkovo, Dikula, Medvedzia und Ráztoky) zehn Häuser. Haupterwerbsquelle der Bewohner war die Forstarbeit. Der Fluss wurde für den Transport von Stämmen zu Sägewerken talwärts genutzt.
In der ersten Hälfte der 1910er Jahre wurde das Tal und somit auch Čierny Váh an die Považská lesná železnica, die Waagwaldbahn angeschlossen. Fortan wurde die Schmalspurbahn für den Abtransport von Stämmen genutzt. In den 1970er Jahren hatte die Einwohnerzahl im Dorf 136 Menschen ihren Höchstwert. Zu dieser Zeit gab es neben der 1803 errichteten Kirche Najsvätejšej Trojice, Heilige Dreifaltigkeit, im Ort eine eigene Schule und ein Gasthaus. Ab der zweiten Hälfte der 1970er Jahre wurde westlich des Dorfes der See Čierny Váh aufgestaut und ein Pumpspeicherwerk errichtet.